# Castellammare del Golfo
Castellammare del Golfo är en ort och kommun i kommunala konsortiet Trapani, innan 2015 provinsen Trapani, i regionen Sicilien i sydvästra Italien. Kommunen hade 15 209 invånare (2017).